# ريسبليندور
ريسبليندور هي بلدية في ولاية ميناس جيرايس في المنطقة الجنوبية الشرقية من البرازيل.   